# Битва при Головчині
Битва при Головчині — битва Великої Північної війни, яка відбулася 14 (за старим стилем 3) липня 1708 року між шведськими і московськими військами. Завершилася перемогою шведів. Остання велика перемога шведів до Полтавської битви.

## Перед битвою
У 1706 році шведський король Карл XII розгромив саксонського курфюста Августа II і змусив його зректися польської корони на користь шведського ставленика Станіслава Лещинського. Таким чином Саксонія і Річ Посполита були виведені з війни проти Швеції. Єдиним противником Швеції залишалося Московське царство і тому Карл вирішив зосередити всі свої зусилля на розгромі московського війська.
На початку 1708 року Карл XII розпочав свій похід на Схід. На початку кампанії шведський король зміг раптовим нападом захопити Гродно, але в подальшому через проблеми з логістикою та погодні негаразди наступ шведів різко сповільнився. 16 (5) червня 1708 року 38-тисячна шведська армія залишила табір в Радошковичах неподалік Мінська і рушила до Дніпра, де займала оборону московська армія.
Московська армія вела маневренну оборонну війну і уникала великих битв, тому відходила з одного рубежа оборони на інший.

## Сили сторін
На початку липня 1708 року 40-тисячна московська армія під командуванням фельдмаршала Б. П. Шереметєва займала оборону на лівому березі річки Вабич біля села Головчин. На правому фланзі московити розташували піхоту яку безпосередньо очолював Шереметєв, а також кінноту під командуванням О. Д. Меншикова. В центрі оборону займала піхота генерала А. І. Рєпніна. На лівому фланзі діяла кіннота генерала Г. фон дер Гольца.
Бойовий порядок московитів навпіл розділяло болото. Московити вважали його непрохідним, але Карл XII помітив що через це болото можна пройти. Шведський король вирішив завдати головний удар саме там силами кінноти генерала К. Г. Реншильда.
Шведська армія перед битвою налічувала 38 тисяч вояків.

## Битва
Напередодні битви йшов дощ, а також стояв густий туман. Цим скористалися шведи для підготовки атаки.
Битва почалася о 2:30 ночі 14 (3 — за юліанським календарем, 4 — за шведським) липня 1708 року, коли під прикриттям потужного артилерійського вогню шведи вбрід переправилися через річку Вабич і атакували московську піхоту генерала Рєпніна. Під час переправи шведський король ледве не загинув, бо його кінь застряг у болоті.
Спроби московитів зупинити шведський наступ були невдалими, шведи захопили московську артилерійську батарею із 6 гармат і прорвалися вперед, було вбито московського генерала В. І. фон Швендена. Піхота Рєпніна панічно втекла з поля бою. Шереметєв не брав участі у битві, а дізнавшись про поразку Рєпніна відступив до Шклова. Кіннота фон дер Гольца відійшла до Могильова.

## Наслідки битви
Під час битви при Головчині московити втратили 3000 вояків убитими, пораненими і полоненими, а також втратили 6 гармат. Шведи втратили 255 вояків вбитими і 1219 пораненими. Внаслідок битви при Головчині московська армія залишила рубіж оборони на Дніпрі і залишила Могильов.
Після поразки при Головчині московський цар Петро I віддав генералів Рєпніна, фон дер Гольца і Чамберса під трибунал. В результаті трибуналу генерал Рєпнін був оголошений головним винуватцем поразки і позбавлений генеральського звання. Також Петро I наказав стратити всіх вояків які втекли з поля бою.